# Méthode GRAI
La méthode GRAI est une méthode de modélisation de fonctionnement d'une entreprise. 

## Origines
Elle est développée à l'Université de Bordeaux I depuis les années 1980,.
Les concepts théoriques qui en fondent la structure sont issus des théories de la décision d'Herbert Simon, de la systémique (Jean-Louis Le Moigne) et des organisations (Henry Mintzberg).

## Applications
Elle permet de représenter et d'analyser le fonctionnement de tout ou partie d'une activité de production. 
Les modélisateurs peuvent modéliser le système décisionnel de l'entreprise, c'est-à-dire l'organisation des processus qui génèrent les décisions.
Ses applications sont : 
- Ré-ingénierie des processus
- Déploiement de solutions informatiques
- Audits et amélioration des organisations[4]